# Peucetia lucasi
Peucetia lucasi är en spindelart som först beskrevs av Vinson 1863.  Peucetia lucasi ingår i släktet Peucetia och familjen lospindlar. Inga underarter finns listade i Catalogue of Life.